# Nationale 1 2023-2024 (hockey su pista)
Il Nationale 1 2023-2024 è la 108ª edizione del torneo di primo livello del campionato francese di hockey su pista. Il torneo è iniziato il 7 ottobre 2023 e si è concluso l'8 giugno 2024.
Il campionato è stato vinto dal SCRA Saint-Omer, giunto al suo dodicesimo titolo.

## Stagione

### Formula
Il Nationale 1 2023-2024 vede ai nastri di partenza dodici club; la manifestazione fu organizzata con un girone all'italiana, con gare di andata e ritorno per un totale di 22 giornate: sono assegnati tre punti per l'incontro vinto, un punto a testa per l'incontro pareggiato e zero la sconfitta. Al termine del campionato la squadra prima classificata verrà proclamata campione di Francia. Le squadre classificate all'undicesimo e al dodicesimo posto retrocederanno direttamente in Nationale 2, il secondo livello del campionato.

## Classifica finale
|                    | Pos. | Squadra         | Pt | G  | V  | N | P  | GF  | GS  | DR   |
| ------------------ | ---- | --------------- | -- | -- | -- | - | -- | --- | --- | ---- |
| Francia (bandiera) | 1.   | SCRA Saint-Omer | 60 | 22 | 19 | 3 | 0  | 111 | 40  | +71  |
|                    | 2.   | La Vendéenne    | 51 | 22 | 15 | 6 | 2  | 100 | 49  | +51  |
|                    | 3.   | Quévert         | 41 | 22 | 12 | 5 | 5  | 88  | 62  | +26  |
|                    | 4.   | Ploufragan      | 39 | 22 | 12 | 3 | 7  | 90  | 63  | +27  |
|                    | 5.   | Coutras         | 39 | 22 | 12 | 3 | 7  | 85  | 66  | +19  |
|                    | 6.   | Lione           | 35 | 22 | 10 | 5 | 7  | 89  | 81  | +8   |
|                    | 7.   | Roubaix         | 29 | 22 | 9  | 3 | 10 | 83  | 94  | -11  |
|                    | 8.   | Saint-Sébastien | 28 | 22 | 9  | 1 | 12 | 88  | 106 | -18  |
|                    | 9.   | Noisy-le-Grand  | 20 | 22 | 6  | 2 | 14 | 91  | 100 | -9   |
|                    | 10.  | Nantes          | 19 | 22 | 6  | 1 | 15 | 63  | 90  | -27  |
|                    | 11.  | Mérignac        | 16 | 22 | 3  | 7 | 12 | 69  | 88  | -19  |
|                    | 12.  | Aix-les-Bains   | 1  | 22 | 0  | 1 | 21 | 44  | 162 | -118 |

Legenda:
  Vincitore della Coppa di Francia 2023-2024.
      Campione di Francia e ammessa alla WSE Champions League 2024-2025.
      Ammesse alla WSE Champions League 2024-2025.
      Ammesse alla Coppa WSE 2024-2025.
      Retrocesse in Nationale 2 2024-2025.
Note:
Tre punti a vittoria, uno a pareggio, zero a sconfitta.